# ماسروسا
ماساروسا هي كومونا في مقاطعة لوكا، توسكانا، إيطاليا . المدينة بالقرب من لكة وبيزا . تستضيف المدينة مسابقة ماساروسا الدولية للبيانو .

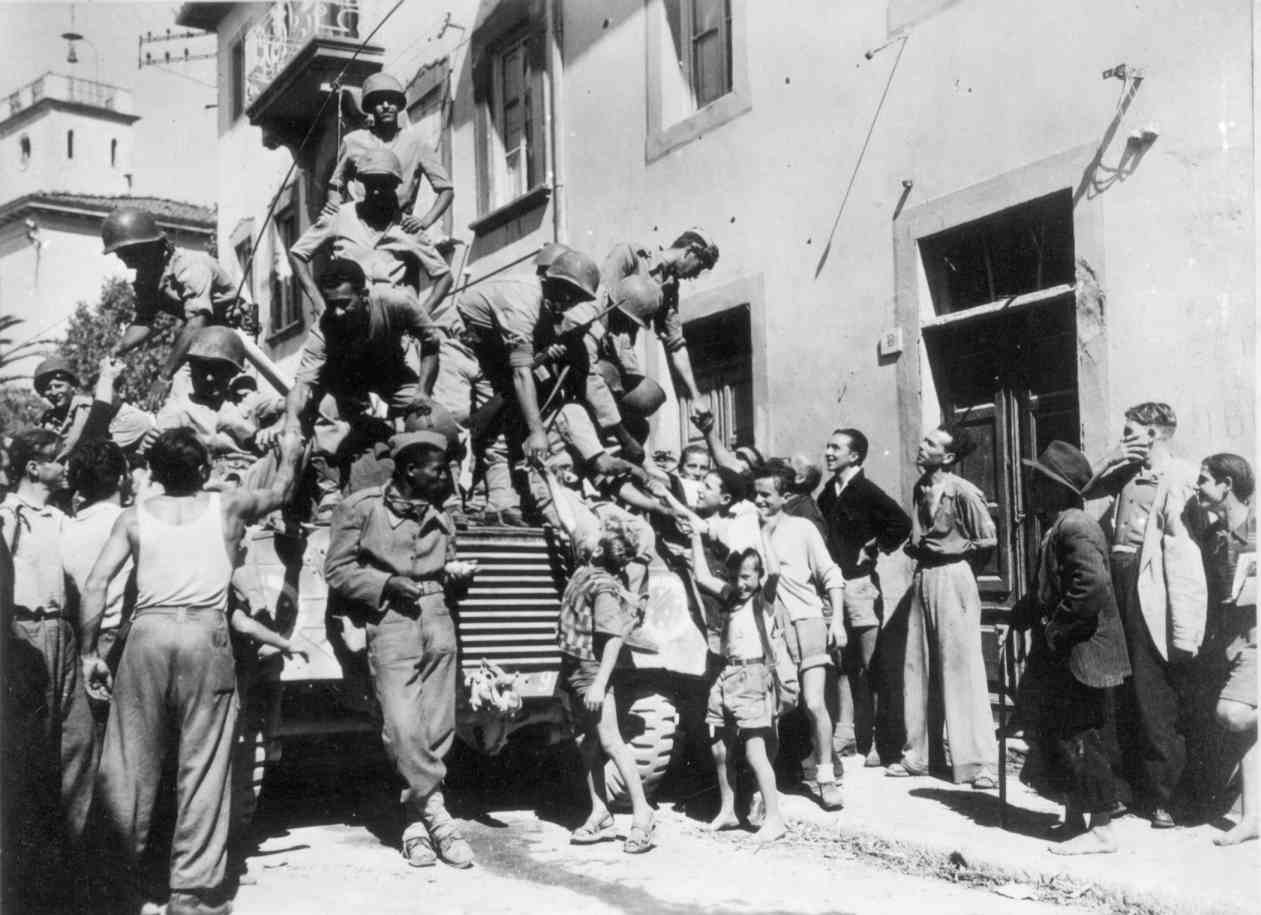
ماساروساو

## المدن الشقيقة
تعد ماساروسا مدينة شقيقة لـ:
- Gmina Łużna, Poland
- Teià, Spain